# Загадай желание (фильм, 1996)
«Загадай желание» (англ. Wish Upon a Star) — американская фантастическая комедия 1996 года. Фильм рассказывает о двух сестрах-подростках, которые волшебным образом меняются телами после того, как загадывают желание на падающую звезду. Слоган фильма - "Я хочу, чтобы я могла, я хочу, чтобы я могла, стать моей сестрой на одну ночь!".

## Сюжет
Две сестры занимались домашним хозяйством и учились в школе, и обе думали, что у них больше нет ничего общего друг с другом. Алексия (героиня Кэтрин Хайгл) была заводилой в компаниях, стильно одевалась и проводила время со своим парнем Кайлом, прилагая минимум усилий для учёбы. Вторая из сестёр, Хэйли (роль исполняет Даниэль Харрис), восхищалась популярностью своей старшей сестры, хотя и превосходила её в учёбе, в частности в математике и астрономии, так как сама прилежно занималась.
Однажды ночью Хейли смотрела на ночное небо из своей комнаты для занятий, в то время как Алексия расслаблялась в горячей ванне со своим парнем, Кайлом (исполнитель роли — Дон Джефкоат). Когда Хейли увидела падающую звезду, она загадала желание стать своей сестрой, Алексией, чтобы Алексия также увидела ночное небо. Проснувшись на следующее утро они обнаружили, что поменялись телами друг с другом.

## Дополнительные сведения
В фильме актриса Даниэль Харрис играла младшую сестру, в действительности же она старше Кэтрин Хайгл на 1 год.
Moonpools & Caterpillars — это рок-группа, представленная в фильме.
Фильм был снят в школе Хантера, в West Valley City, штат Юта. В фильме школьная команда зовётся «Викинги Хантера», но в действительности школу Хантера представляют «Росомахи».
Команда, игравшая против «Викингов» в сцене игры в баскетбол, не состояла из актёров и была настоящей школьной баскетбольной командой, потому неудивительно, что они звучали как «Росомахи».
Фильм снимался в конце 1995 и начале 1996 годов, именно поэтому на некоторых кадрах виден снег и у Даниэль Харрис видно дыхание, когда она открывает дверь.
Элементы сюжета напоминают фильмы «Чумовая пятница», «Всё наоборот» (1988), «Каков отец, таков и сын», «Мальчик в девочке» и другие. Два человека надоели друг другу и/или они хотят, чтобы другие тоже знали, как трудно им живётся для него или для неё. Происходит какая-либо волшебная ситуация и они меняются жизнями. В течение короткого промежутка времени они живут другой жизнью и когда начинают ценить другого, то возвращаются в своё тело.

## В ролях
- Кэтрин Хайгл — Алексия «Элли» Уитон
- Даниэль Харрис — Хэйли Уитон
- Дон Джефкоат — Кайл Хардинг
- Скотт Уилкинсон — Бен Уитон
- Мэри Паркер Уильямс — Нэн Уитон
- Лоис Чайлз — Mittermonster
- Айви Ллойд — Кейтлин Шейнбаум
- Мэтт Баркер — Саймон
- Жак Грэй — Казуми

## Производство
Фильм "Желание обрести звезду" снимался в средней школе Хантер в Вест Вэлли Сити, штат Юта. Съемки проходили в 1995 и начале 1996 года. В фильме настоящая баскетбольная команда школы Хантер сыграла в баскетбольный матч с командой соперников - "Росомахами". Группа Moonpools & Caterpillars участвует в танцах на Зимнем фестивале. Фильм имеет схожие элементы со многими другими фильмами, в которых также использовался прием "Чумовая пятница" с обменом телами.

## Прием
Фильм получил положительную оценку от FoxWeekly, который поставил фильму 8 баллов из 10. Фильм стал культовым, так как его неоднократно показывали на канале Disney Channel.

## Домашние носители
Фильм был выпущен на VHS компанией Warner Home Video в 1997 году, а в 2001 году была выпущена DVD-версия. В 2018 году фильм был переиздан на DVD компанией Samuel Goldwyn Films.